# 斑點突吻脂鯉
斑點突吻脂鯉，俗稱斑點倒立魚，為輻鰭魚綱脂鯉目唇齒脂鯉科的其一種。

## 分布
本魚分布於南美洲厄瓜多、秘魯、哥倫比亞、巴西、蘇利南、蓋亞那的溪流中。

## 特徵
本魚成魚時體修長，從吻部開始有一條黑條紋穿過眼睛，直至鰓蓋。體呈銀色，布滿黑色斑點，斑點在繁殖期會變大。魚頭尖，前額陡然上揚。背鰭呈正方形且有黑色斑點，鰭的上角呈黑色。體長可達7.9公分。

## 生態
本魚棲息在軟性水質的溪流中，性情溫和害羞，喜歡隱蔽在枯木水草中，屬雜食性，但也喜歡吃綠色植物。

## 經濟利用
為觀賞性魚類。